# Cyclosoma
Cyclosoma is een geslacht van kevers uit de familie bladkevers (Chrysomelidae).
De wetenschappelijke naam van het geslacht werd in 1835 gepubliceerd door Félix Édouard Guérin-Méneville.

## Soorten
- Cyclosoma bicostata Borowiec, 1999
- Cyclosoma mirabilis (Boheman, 1856)
- Cyclosoma palliata (Fabricius, 1787)